# Lux Kassidy
Lux Kassidy, née le 17 mai 1985 à Los Angeles en Californie, est une actrice pornographique et mannequin de charme américaine.
Elle commence sa carrière en 2006 à l'âge de 21 ans, et est depuis apparue dans des magazines internationaux tels que Hustler ou Club International, étant même déclarée en 2007 Penthouse pet du Mois.
Actrice dans le film de la Warner Bros. Beerfest, elle coanime à partir de 2008 le spectacle The Naked View, sur Playboy TV.

## Filmographie sélective
Le nom du film est suivi du nom de ses partenaires lors des scènes pornographiques.
- 2005 : Frightened Topless Captives
- 2006 : Lux's Life
- 2007 : Jesse's Juice
- 2008 : Lux Kassidy's Erotique Fantasties
- 2009 : We Live Together.com 11 avec Clara G et Sammie Rhodes
- 2009 : Girlvana 5
- 2010 : We Live Together.com 12 avec Amy Moore, Jazy Berlin, Jessica Lynn et Sammie Rhodes
- 2010 : We Live Together.com 13 avec Breanne Benson, Charlie Laine, Jayden Cole, Julia Crown, Louisa Lanewood, Sammie Rhodes et Yurizan Beltran
- 2010 : We Live Together.com 16 avec Alyssa Reece, Clara G, Jayden Cole, Leslie Foxx et Sammie Rhodes
- 2010 : Molly's Life 5avec Molly Cavalli
- 2011 : We Live Together.com 17 avec Lexi Stone et Sammie Rhodes
- 2011 : We Live Together.com 18 avec Cory Nixx et Sammie Rhodes
- 2011 : We Live Together.com 19 avec Dylan Riley, Louisa Lanewood, Sammie Rhodes et Skyla Paige
- 2011 : We Live Together.com 20 avec Celeste Star et Sammie Rhodes
- 2011 : Cherry 1 avec Riley Steele
- 2012 : We Live Together.com 21 avec Natalie Nice et Sammie Rhodes
- 2012 : We Live Together.com 24 avec Kirsten Price, Nina James et Sammie Rhodes
- 2012 : Beautiful Lesbians
- 2014 : Hot Cherry Pies 7 avec Gracie Glam
- 2015 : Women Seeking Women 114 avec Tweety Valentine
- 2016 : Lesbian Sextivities avec Karlie Montana
- 2017 : Tori Black and Her Girlfriends avec Tori Black